# Dasyhelea paulistana
Dasyhelea paulistana är en tvåvingeart som beskrevs av Oswaldo Paulo Forattini och Rabello 1957. Dasyhelea paulistana ingår i släktet Dasyhelea och familjen svidknott. Inga underarter finns listade i Catalogue of Life.